# 那須伊王野テレビ中継局
那須伊王野テレビ中継局（なすいおのテレビちゅうけいきょく）は栃木県那須郡那須町に置かれているテレビ放送の中継局である。

## 送信施設概要

### 地上デジタル放送送信設備
| リモコンキーID | 放送局名        | 物理チャンネル | 空中線電力 | ERP   | 放送対象地域 | 放送区域内世帯数 |
| 1              | NHK宇都宮総合   | 16ch           | 300mW      | 1.15W | 栃木県       | 561世帯          |
| 2              | NHK東京教育     | 26ch           | 300mW      | 1.15W | 全国         | 561世帯          |
| 3              | GYTとちぎテレビ | 14ch           | 300mW      | 1.15W | 栃木県       | 561世帯          |
| 4              | NTV日本テレビ   | 25ch           | 300mW      | 1.15W | 関東広域圏   | 561世帯          |
| 5              | EXテレビ朝日    | 24ch           | 300mW      | 1.15W | 関東広域圏   | 561世帯          |
| 6              | TBSテレビ       | 22ch           | 300mW      | 1.15W | 関東広域圏   | 561世帯          |
| 7              | TXテレビ東京    | 23ch           | 300mW      | 1.15W | 関東広域圏   | 561世帯          |
| 8              | CXフジテレビ    | 21ch           | 300mW      | 1.15W | 関東広域圏   | 561世帯          |

- 所在地： 那須郡那須町大和須字堀ノ内（大和須温泉神社裏山）
- 放送区域： 那須町の一部
- 2009年10月30日に予備免許交付、12月18日に本免許交付、12月25日に本放送開始。
- 民放は、デジタル新局で開局。

### 地上アナログ放送送信設備
| 放送局名          | チャンネル | 空中線電力        | ERP                 | 放送対象地域 | 放送区域内世帯数 | 偏波面   |
| NHK東京総合テレビ | 56ch       | 映像3W /音声750mW | 映像15.5W /音声3.9W | 関東広域圏   | 約-世帯          | 水平偏波 |
| NHK東京教育テレビ | 54ch       | 映像3W /音声750mW | 映像15.5W /音声3.9W | 全国         | 約-世帯          | 水平偏波 |

- アナログにおける民放は、当地に中継局を置かず、矢板中継局を受信していた。
- 2011年7月24日をもって廃止された。